# هانه اسکارتفایت
هانه اسکارتفایت (انگلیسی: Hanne Skartveit؛ زادهٔ ۱۳ آوریل ۱۹۶۶) روزنامه‌نگار، حقوق‌دان و کارشناس سیاسی نروژی است.
او در اسلو در یک خانواده روزنامه‌نگار و ویراستار روزنامه و مجله متولد شد. وی ناشر آندرئاس اسکارتفایت می‌باشد. او روزنامه‌نگار روزنامه‌های آربیدر بلادت و وردنس گانگ است. اسکارتفایت در ۱۹۹۹ دیپلم روزنامه‌نگاری خود را اخذ کرد و در ۲۰۱۲ جایزه قلم طلایی را از جامعه ریکسمال دریافت نمود.